# باب الرحلة (يريم)

تعديل مصدري - تعديل

باب الرحلة محلة تابعة لقرية بيت السفياني، التابعة لعزلة رعين بمديرية يريم إحدى مديريات محافظة إب في الجمهورية اليمنية، بلغ تعداد سكانها 81 حسب تعداد اليمن لعام 2004.